# Langhans jättecell

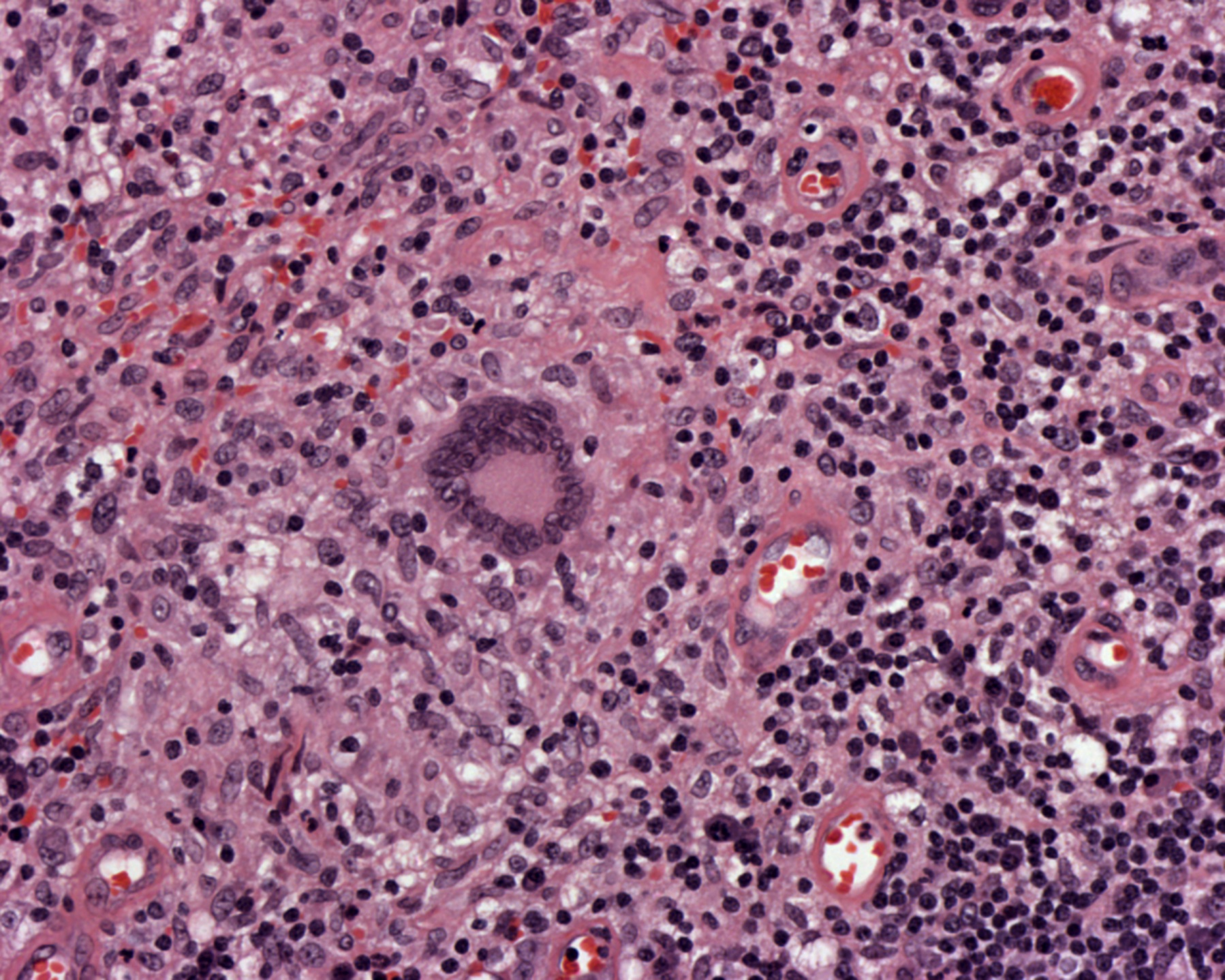
Granulom till vänster om centrum, i detta område kan det ses en Langhans jättecell med flera kärnor. Patienten hade en mykobakteriell infektion av huden (M. ulcerans).

Langhans jätteceller är stora celler som kan finnas i närheten av granulom.
Cellerna uppstår genom en fusion av makrofager; cellen får då flera kärnor som lägger sig i periferin och bildar ett hästskoliknande mönster.
Traditionellt har dessa celler satts i samband med en tuberkulosinfektion, men är inte specifika för tuberkulos eller ens en mykobakteriell infektion utan återfinns snarare i nästan alla former av granulom, oavsett av etiologi.

## Terminologi
Langhans jätteceller är namngivna efter den tyska patologen Theodor Langhans (1839–1915).
Dessa celler ska inte blandas ihop med Langerhanska celler, som är mononukleära epidermala dendritiska celler som kommer från monocyter och namngivna efter Paul Langerhans (som också namngivit de langerhanska öarna i bukspottkörteln).